# Radetski
Radetski (bulgariska: Радецки) är ett distrikt i Bulgarien.   Det ligger i kommunen Obsjtina Nova Zagora och regionen Sliven, i den centrala delen av landet, 230 km öster om huvudstaden Sofia.
Trakten runt Radetski består till största delen av jordbruksmark. Runt Radetski är det ganska glesbefolkat, med 43 invånare per kvadratkilometer.